# Draaiorgel de Ruiter
Draaiorgel de Ruiter is een Nederlands straatorgel, gebouwd op 52-toets-limonairesysteem. Het orgel telt 51 toetsen.
De levensloop van het orgel:
Het orgel werd rond 1975 gebouwd door een meubelmaker uit Den Haag. De eerste eigenaar was de heer Verdonk uit die stad. Hij verkocht het later aan Toon Roos uit Rotterdam.
Daarna werd het orgel verkocht aan Sieb de Ruiter uit Hellendoorn. De Ruiter vervaardigde in zijn vrije tijd een nieuw front voor het orgel en liet het ook beschilderen. In 1986 was het werk gereed en het orgel (dat tot die tijd nog geen naam had) kreeg toen de naam De Ruiter.
Na het overlijden van Dhr.De Ruiter in 1991 leende zijn echtgenote het orgel uit aan het Draaiorgelmuseum Assen.
In 2001 werd het orgel bij Jan van Eijk uit Terwolde uitgebreid met drie bewegende beelden. De nieuwe eigenaar was Jan Maasman.
In 2004 werd Siem Bruggeling uit Heerhugowaard de eigenaar en speelde ermee in de ruime omgeving van Alkmaar en Flevoland. Vanaf die tijd heette het orgel De Flevolander.
Sinds 2015 is het orgel eigendom van Niels van Geest uit Naaldwijk, die in augustus dat jaar de naam van het orgel weer terugveranderde in de oorspronkelijke naam van het orgel, De Ruiter.

## Dispositie
- Zang (22 toetsen): bourdon-celeste, viool, tremelo op zang
- Begeleiding (accompagnement) (11 toetsen): 2x gedekte pijpen, openstrijkende pijpen
- Bassen (8 toetsen): grondbas, grondhulpbas
- Slagwerk: grote trom, kleine trom, los bekken, woodblock